# 1205

## Събития
- 14 април – Битка при Одрин, в която Калоян побеждава кръстоносците от Латинската империя.

## Родени
- 29 април-Робън-Валентин Креланс Скелтон

## Починали
- Балдуин Фландърски